# Правителі Росії

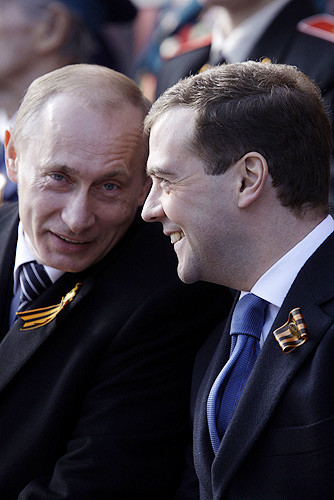
Останні президенти Росії — Мєдвєдєв і Путін на Параді перемоги 2008 року.

## Князі Володимирські
- Андрій Боголюбський (1157—1174)
- Михалко Юрійович (1174)
- Ярополк Ростиславич (1174—1175)
- Всеволод Велике Гніздо (1176—1212)
- Юрій Всеволодович (1212—1216)
- Костянтин Всеволодович (1216—1218)
- Юрій Всеволодович (1218—1238)
- Ярослав Всеволодович (1238—1246)
- Святослав Всеволодович (1246—1248)
- Михайло Ярославич Хоробрит (1248—1248 / 1249)
- Святослав Всеволодович (1249)
- Андрій Ярославич (1249—1252)
- Олександр Ярославич Невський (1252—1263)
- Ярослав Ярославич Тверський (1263—1272)
- Василь Ярославич Костромський (1272—1277)
- Дмитро Олександрович Переяславський (1277—1281)
- Андрій Олександрович Городецький(1281—1283)
- Дмитро Олександрович Переяславський (1283—1293)
- Андрій Олександрович Городецький (1293—1304)
- Михайло Ярославич Тверський (осінь 1304—1318)
- Юрій Данилович Московський (1318—1322)
- Дмитро Грізні Очі Тверський (1322—1326)
- Олександр Михайлович Тверський (1326—1328)
- Олександр Васильович Суздальський (1328—1331)
- Іван Данилович Калита Московський (1331—1340)
- Семен Іванович Гордий Московський (1340—1353)
- Іван Іванович Красний Московський (1353—1359)
- Дмитро Костянтинович Суздальсько-Нижньогородський (1360—1363)
- Дмитро Іванович Донський Московський (1363)
- Дмитро Костянтинович Суздальсько-Нижньогородський (1363)
- Дмитро Іванович Донський Московський (1363—1389)
- Василь Дмитрович Московський (1389—1425)

## Князі Московські
- Данило Олександрович (1263—1303)
- Юрій Данилович (1303—1325)
- Іван I Калита (1325—1340)

Герб Московського князівства

- Симеон Іванович Гордий (1340—1353)
- Іван II Красний (1353—1359)
- Дмитро Донський (1359—1389)
- Василь I Дмитрович (1389—1425)
- Василь II Темний (1425—1433)
- Юрій Дмитрович (1433)
- Василь II Темний (1433—1434)
- Юрій Дмитрович (1434)
- Василь Юрійович Косий (1434)
- Василь II Темний (1434—1445)
- Дмитро Юрійович Шемяка (7 липня — 1445)
- Василь II Темний (1445—1446)
- Дмитро Юрійович Шемяка (1446—1447)
- Василь II Темний (1447—1462)
- Іван III Васильович (1450—1462) (співправитель)
- Іван III Васильович (1462—1505)
- Іван Іванович Молодий (1471—1490) (співправитель)
- Дмитро Іванович Онук (1498—1502) (співправитель)
- Василь III Іванович (1502—1504) (співправитель)
- Василь III Іванович (1505—1533)
- Іван IV Грозний (1533—1547)

## Царі Московії
Юрійовичі Суздальські

Герб Московського царства

- Іван IV Васильович Грозний (1547—1575) (самопроголошення)

Чингізиди
- Симеон Бекбулатович(1575—1576)

Юрійовичі Суздальські
- Іван IV Васильович Грозний (1576—1584)
- Федір I Іванович (1584—1598)

Годунови
- Ірина Федорівна Годунова (1598)
- Борис Федорович Годунов (1598—1605)
- Федір II Борисович Годунов (1605)

Дискусійного походження
- Дмитрій Іванович (1605 — 1606)

Шуйські
- Василь IV Шуйський (1606—1610)

Дискусійного походження
- Дмитрій Іванович (1607 — 1610)

Ваза
- Владислав Жигимонтович (1610—1613)

Романови
- Михайло Федорович (1613—1645)
- Олексій Михайлович (1645—1676)
- Федір III Олексійович (1676—1682)
- Іван V Олексійович (1682—1696)
- Петро I (1682—1721)

## Імператори всеросійські
Детальніше — Список імператорів Росії

Герб Російської імперії

Титул імператор Всеросійський був прийнятий Петром I 22 жовтня 1721 за проханням правлячого Сенату після перемоги в Північній війні і проіснував до Жовтневого перевороту 1917.
Романови
- Петро I (1721—1725)
- Катерина I (1725—1727)
- Петро II (1727—1730)
- Анна Іванівна (1730—1740)

Вельфи
- Іван VI (1740—1741)

Романови
- Єлизавета Петрівна (1741—1761)

Гольштейн-Готторп-Романови
- Петро III (1761—1762)
- Катерина II (1762—1796)
- Павло I (1796—1801)
- Олександр I (1801—1825)
- Микола I (1825—1855)
- Олександр II (1855—1881)
- Олександр III (1881—1894)
- Микола II (1894—1917)

## Голови Російської республіки
- Львов Георгій Євгенович (1917)

Герб Російської республіки

- Керенський Олександр Федорович (1917)

## Правитель Російської держави

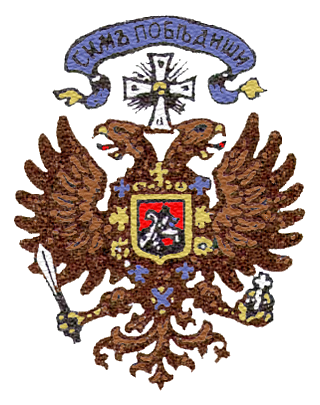
Герб Російської держави

- Колчак Олександр Васильович (1918)

## Керівники Радянської Росії

Герб СРСР

- Володимир Ленін (1917—1924)
- Йосип Сталін (1924—1953)
- Микита Хрущов (1953—1964)
- Леонід Брежнєв (1964—1982)
- Юрій Андропов (1982—1984)
- Костянтин Черненко (1984—1985)
- Михайло Горбачов (1985—1991)

## Президенти Російської федерації

герб Російської Федерації

- Єльцин Борис Миколайович (1991—1999)
- Путін Володимир Володимирович (1999—2008)
- Медведєв Дмитро Анатолійович (2008 — 2012)
- Путін Володимир Володимирович (2012—)